# Marsjön, Dalsland
Marsjön är en sjö i Bengtsfors kommun och Melleruds kommun i Dalsland och ingår i Göta älvs huvudavrinningsområde. Sjön är 40,7 meter djup, har en yta på 3,55 kvadratkilometer och befinner sig 174,4 meter över havet. Sjön avvattnas av vattendraget Krokån (Teåkersälven).

## Delavrinningsområde
Marsjön ingår i det delavrinningsområde (652670-129372) som SMHI kallar för Utloppet av Marsjön. Medelhöjden är 189 meter över havet och ytan är 21,29 kvadratkilometer. Räknas de 2 avrinningsområdena uppströms in blir den ackumulerade arean 32,5 kvadratkilometer. Krokån (Teåkersälven) som avvattnar avrinningsområdet har biflödesordning 3, vilket innebär att vattnet flödar genom totalt 3 vattendrag innan det når havet efter 187 kilometer. Avrinningsområdet består mestadels av skog (73 procent). Avrinningsområdet har 4,26 kvadratkilometer vattenytor vilket ger det en sjöprocent på 20 procent.